# Marguerite Pindling
Dame Marguerite Pindling (født Marguerite Matilda McKenzie; født 26. juni 1932) var Bahamas' generalguvernør fra 8. juli 2014 til 28. juni 2019. Hun var den anden kvindelige generalguvernør efter Dame Ivy Dumont.

## Biografi
Marguerite McKenzie blev født den 26. juni 1932 i South Andros på Bahamas som datter af Reuben og Viola McKenzie. Hun flyttede til Nassau i 1946 for at bo med sin søster og gik på Western Senior School. Hun arbejdede senere som assistent for fotografen Stanley Toogood. Kort tid efter mødte hun Lynden Pindling, der senere var Bahamas premierminister fra 1969 til 1992. Parret giftede sig den 5. maj 1956 og var gift frem til hans død den 26. august 2000. De fik fire børn.
Hun blev udpeget til Bahamas' generalguvernør den 8. juli 2014.